# Důl Zárubek

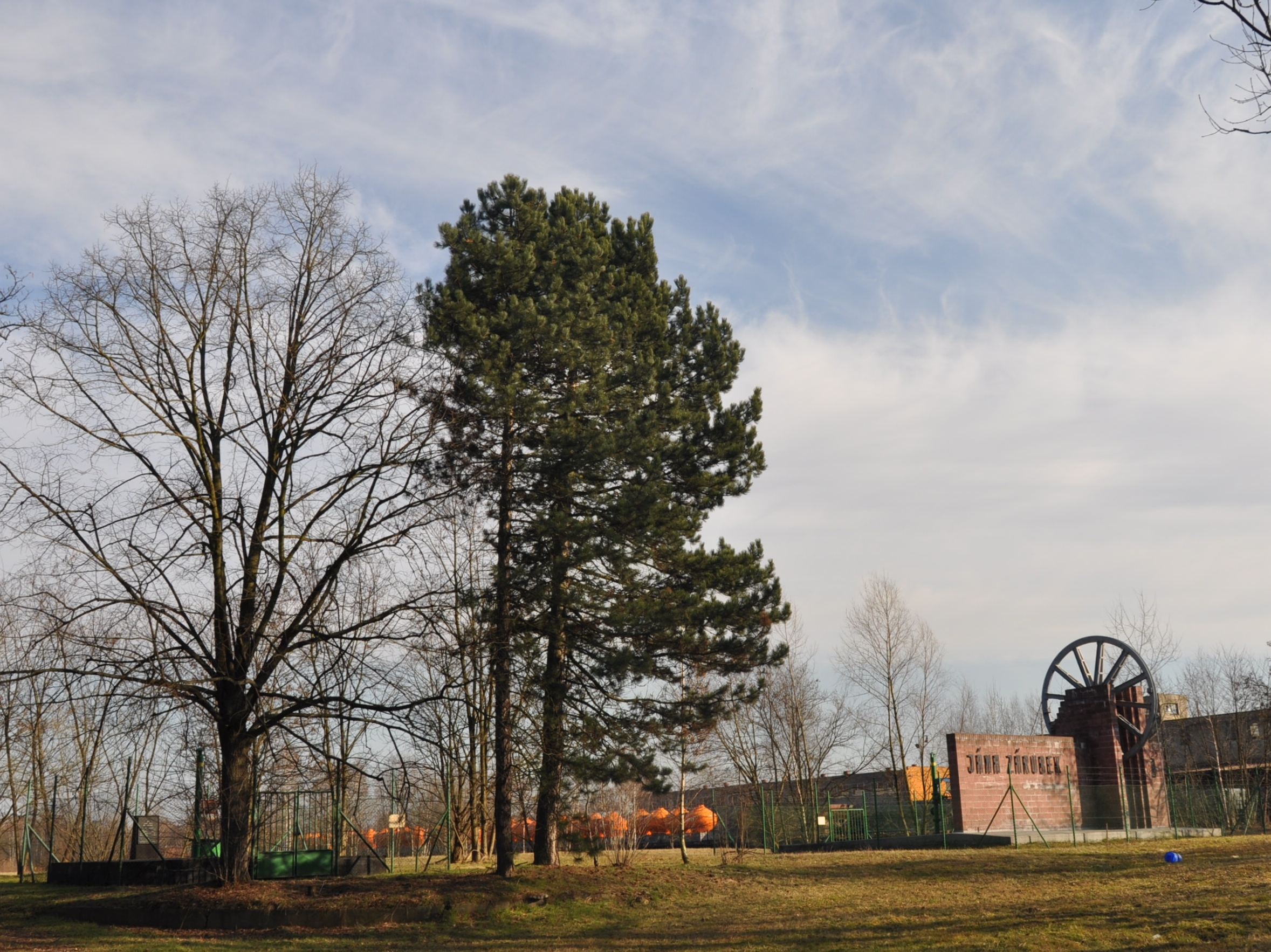
Pohled do bývalého areálu dolu Hermenegild / Zárubek

Důl Zárubek, dříve Hermenegild, byl černouhelný hlubinný důl v Polské (Slezské) Ostravě v jižním dobývacím poli společnosti Kamenouhelných dolů Severní dráhy Ferdinandovy.

## Historie

### Kutací práce
V budoucím důlním poli Hermenegild prováděla před založením dolu v roce 1843 kutací práce C. k. kutací a vrtební komise, zastupující Vysoký montánní erár (Rakouský stát). První nález uhlí byl 29. září 1844 ve výhradním kutisku v lomu u pravého břehu řeky Lučiny. Byly objeveny dvě sloje o mocnosti 12 palců. V říjnu 1844 C. k. kutací a vrtební komise zahájila hloubení vrtu číslo V. Po navrtání uhelných slojí byla na místě hlubinného vrtu založena kutací jáma č. V, která byla v roce 1856 prodána společnosti Kamennouhelné doly Severní dráhy císaře Ferdinanda (SDCF). V tomtéž roce SDCF zahájila rekonstrukci kutací jámy na jámu těžní. V roce 1858 byla ve vzdálenosti 25 m severně jámy č. V založena jáma větrní a vodní.

### Vznik dolu Hermenegild
Na základě nálezu dobyvatelné uhelné sloje byly Báňským hejtmanstvím vydány propůjčovací listiny důlních měr v roce 1862. Propůjčeno bylo 20 důlních měr na těžbu uhlí. Důl byl pojmenován podle generálního ředitele Severní dráhy císaře Ferdinanda – Hermenegilda Francesconiho. Jáma samotná nesla označení číslo V. První modernizace a rekonstrukce dolu proběhla v roce 1874. V roce 1897 byla postavena první třídírna uhlí soustavy Mayer-Sauer (třídění uhlí suchou cestou). Areál dolu byl osvětlován elektrickými lampami.
V letech 1911–1914 byla provedena rozsáhlá rekonstrukce a modernizace dolu. Technický a stavební projekt povrchové úpravy dolu Hermenegild byl shodný s přestavbou dolu Michael v Michálkovicích. Jejich jednotné provozní, technické a architektonické řešení vypracoval ostravský architekt František Fiala (1878–1927). Základem koncepce přestavby bylo oddělení pohybu havířů od dopravy uhlí a materiálu. Toto moderní řešení si vyžádalo zbourání dosavadních objektů a výstavbu nových. V nové strojovně byly soustředěny elektrické agregáty, které zabezpečovaly chod dolu. Jáma byla upravena pro dvojí těžní zařízení.
V roce 1914 proběhla centralizace těžby uhlí z dobývacích polí dolů Vilém a Jakub. Jámy těchto dolů byly převedeny na jámy větrní. Ukončení přestavby a slavnostní otevření nově vybudovaného dolu (v roce 1914) bylo zakončeno přejmenováním dolu podle názvu místní části Polské (Slezské) Ostravy na Zárubek. 1. srpna 1926 došlo ke sloučení dolů Zárubek a Alexander. Důlní pole dolu Alexander bylo dobýváno pomocí důlních děl ze strany dolu Zárubek. Na dole Alexander začala v roce 1927 modernizace a přestavba (elektrifikace).
Po 2. světové válce byl důl Zárubek znárodněn a od 1. ledna 1946 začleněn do národního podniku OKD Ostrava jako důlní závod Zárubek. Připojením dolu Jan Maria k dolu Zárubek v roce 1954 bylo možné dotěžení zbytkových uhelných pilířů v ohradníku dolu Jan Maria a v roce 1963 zastavit jeho provoz a jámy zasypat. K dalšímu organizačnímu slučování došlo 1. ledna 1967, kdy byl důl Zárubek spojen s dolem Petr Bezruč v jeden podnik s názvem Důl Ostrava. Důl Zárubek se stal závodem 2. K poslednímu sloučení – dolů Ostrava a Hlubina pod společným názvem Důl Ostrava, došlo 1. července 1987.

### Současný stav

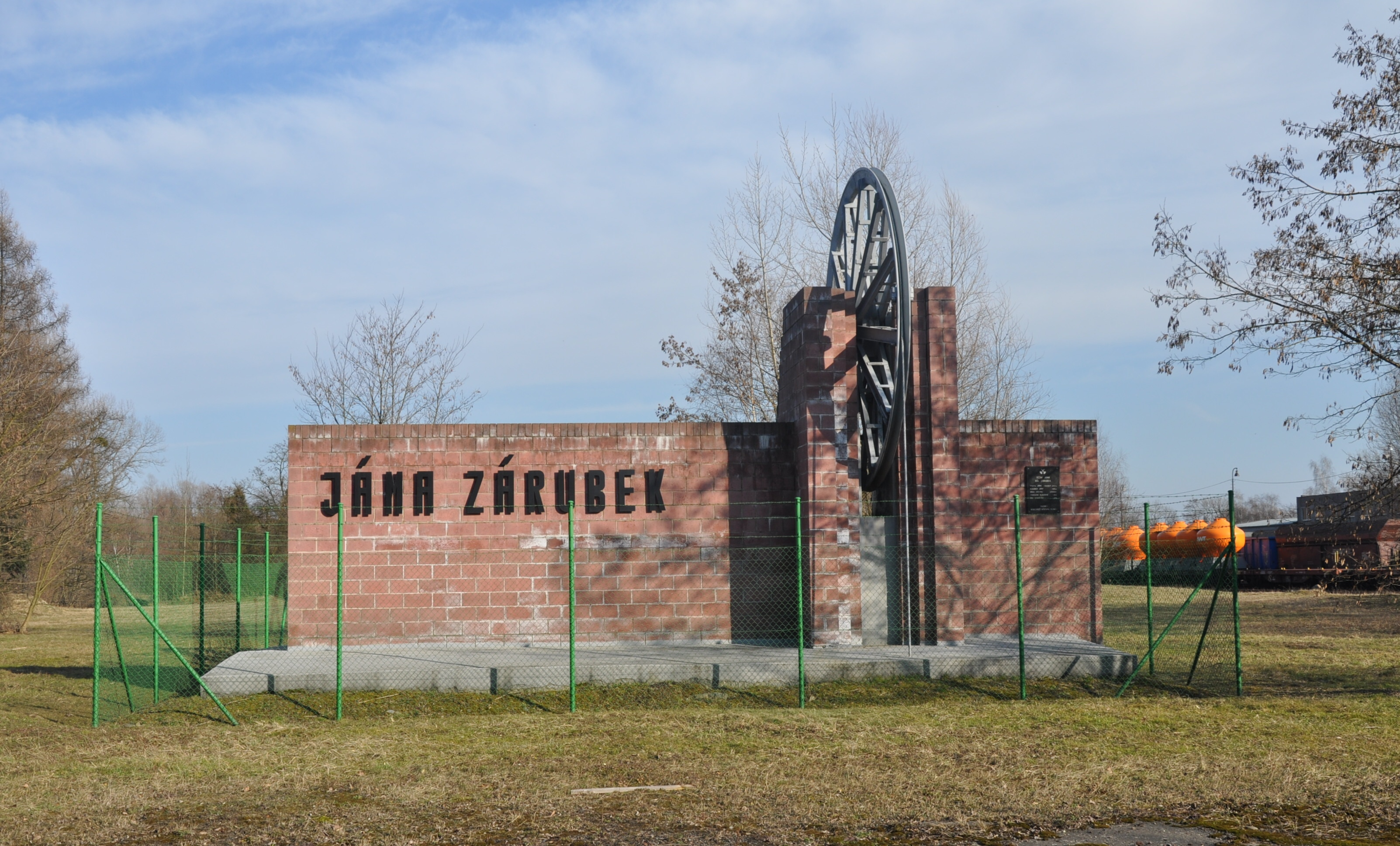
Památník na místě těžní jámy dolu Hermenegild / Zárubek

Poslední slavnostní fárání těžní klecí na 2. patro se uskutečnilo 19. června 1997 a pak byl zasypán i zbytek jam a došlo k likvidaci povrchových objektů. Historické budovy a těžní věž byly přes námitky památkářů, historiků a příznivců technických památek zlikvidovány. Ocelová konstrukce těžní věže, vysoké 37,6 m, byla zlikvidována odstřelem v roce 1998. V roce 2002 byly povrchové objekty zbourány a území asanováno. Na připomínku Dolu Zárubek byl postaven památník z jedné lanovnice v místě těžní jámy.

### Strojní a technické zařízení

#### Strojovna
V roce 1864 byla těžní jáma V vybavena ležatým parním těžním strojem o výkonu 30 HP.
V roce 1874 byla jáma rekonstruována a vybavena ležmým dvouválcovým těžním parním strojem o výkonu 120 HP. Byl vyroben ve Strojírnách hraběte Salma v Blansku. Byla postavená nová těžní věž železné konstrukce.
V roce 1914 byl v budově strojovny instalován hlavní a pomocný moderní elektrický těžní stroj vyrobený ve Vítkovických železárnách s motory (stejnosměrné, výkon 1160/2200 kW) a měniči Ward-Leonard-Illgner od firmy Siemens-Schuckert, Vídeň. Dva bubny každého těžního stroje měly průměr 4500 mm a šířku 1400 mm, lano mělo průměr 41 mm, dvě těžní klece se dvěma etážemi pro dva vozíky za sebou nebo 13 osob na etáž. Rychlost jízdy 6 m/s pro mužstvo a 12 m/s pro těžbu. Výška těžní věže od ohlubně po střed lanovnic 37,6 m, průměr lanovnic 4500 mm. Těžní věž byla příhradová vzpěrová vyrobená ve Vítkovických železárnách.  Ve strojovně byly instalovány výkonné kompresory. Výrobu stlačeného vzduchu pro pohon důlních strojů a zřízení zabezpečoval dvoustupňový kompresor Škoda (výkon motoru byl 1700 HP, výkon kompresoru 12 700 m³/h) a dva pístové kompresory dodané firmou Spojené pražské strojírny s výkony 6600 m³/h, výkon elektrických motorů 740 HP každý.

#### Větrání dolu
Větrání dolu zabezpečovala od roku 1858 vodní jáma. Větrání dolu bylo přirozené. Pro zlepšení účinnosti větrání byla postavena nad jámou 13,3 m vysoká větrní věž. Kolem roku 1861 byla, v místě původního hlubinného vrtu XIII z roku 1849, vyhloubená větrní jáma č. 13. Vrt byl hluboký 94 m, větrní jáma byla vyhloubena do hloubky 56,9 m a byla vybavena větrní pecí. Pro nepotřebnost byla v roce 1884 opuštěna, větrání již zabezpečoval důl Jakub a následně důl Vilém a Alexander.

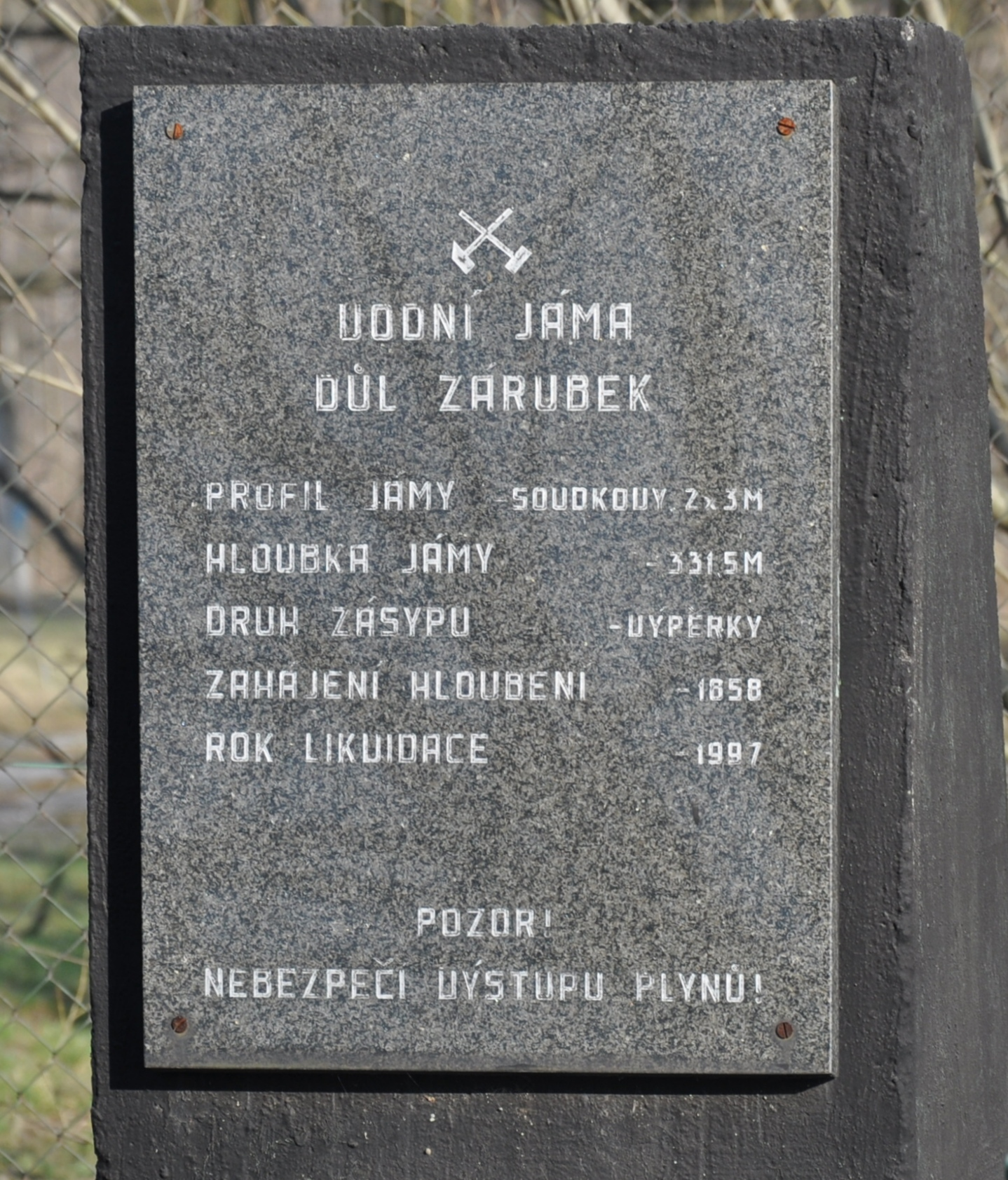
Pamětní deska vodní jámy dolu Zárubek.

#### Čerpání důlní vody
Průsak vod z terasovitých štěrkopísků řeky Lučiny a Ostravice významně ovlivňoval důlní práce. Velké přítoky důlní vody musely zvládat velkokapacitní čerpací zařízení. Odvodňování důlního pole bylo soustředěno na vodní jámu Hermenegild, která se nacházela v centru brachysynklinální kotliny ostravské dílčí uhelné pánve. Přítoky důlních vod byly v průměru 3 m³/min., které ovšem značně kolísaly. V době jarního tání se přítok důlních vod zvýšil až na 4 m³/min., kdežto v suchých letních měsících klesl přítok na 2 m³/min. V roce 1862 bylo instalováno čerpadlo s dřevěným tahadlovým soutyčím o výkonu 350 HP. Postupně se zaváděla modernější a výkonnější čerpadla. V roce 1928 byla důlní voda čerpána následovně: z druhého patra (164 m) a z pátého patra (324 m) na povrch. Z 8. patra z hloubky 418 m na páté patro. Na 2. patře byly 3 pumpy: dvě odstředivé čtyřstupňové pumpy firmy bratří Sulzerové-Winterthur s výkonem 4000 l/min (vyrobeny v roce 1913) a jedno trojpístové čerpadlo z roku 1904 firmy Märky-Bromovský-Schulz s výkonem 4000 l/min. Na 5. patře byla dvě trojpístová čerpadla z roku 1904 firmy Märky-Bromovský-Schulz s výkonem 2000 l/min. Na 8. patře byla 3 čerpadla: odstředivé 11stupňová čerpadlo s výkonem 500 l/min soustavy Andritz (1922) a dvě odstředivá 7stupňová čerpadla z Královopolských strojíren s výkonem 500 l/min (1923) a 1000 l/min (1927). Na 6. patře byla ještě málo výkonná vzduchová pumpa s výkonem 150 l/min.

#### Ostatní
Kotelna dolu Zárubek sloužila k ohřevu vody pro koupelny a na vytápění budov. Byly v ní umístěny 4 dvouplamencové kotly, každý s 96 m² otopné plochy.
V roce 1862 byl důl připojen na Báňskou dráhu, odbočka byla v km 4,060.

### Těžba uhlí

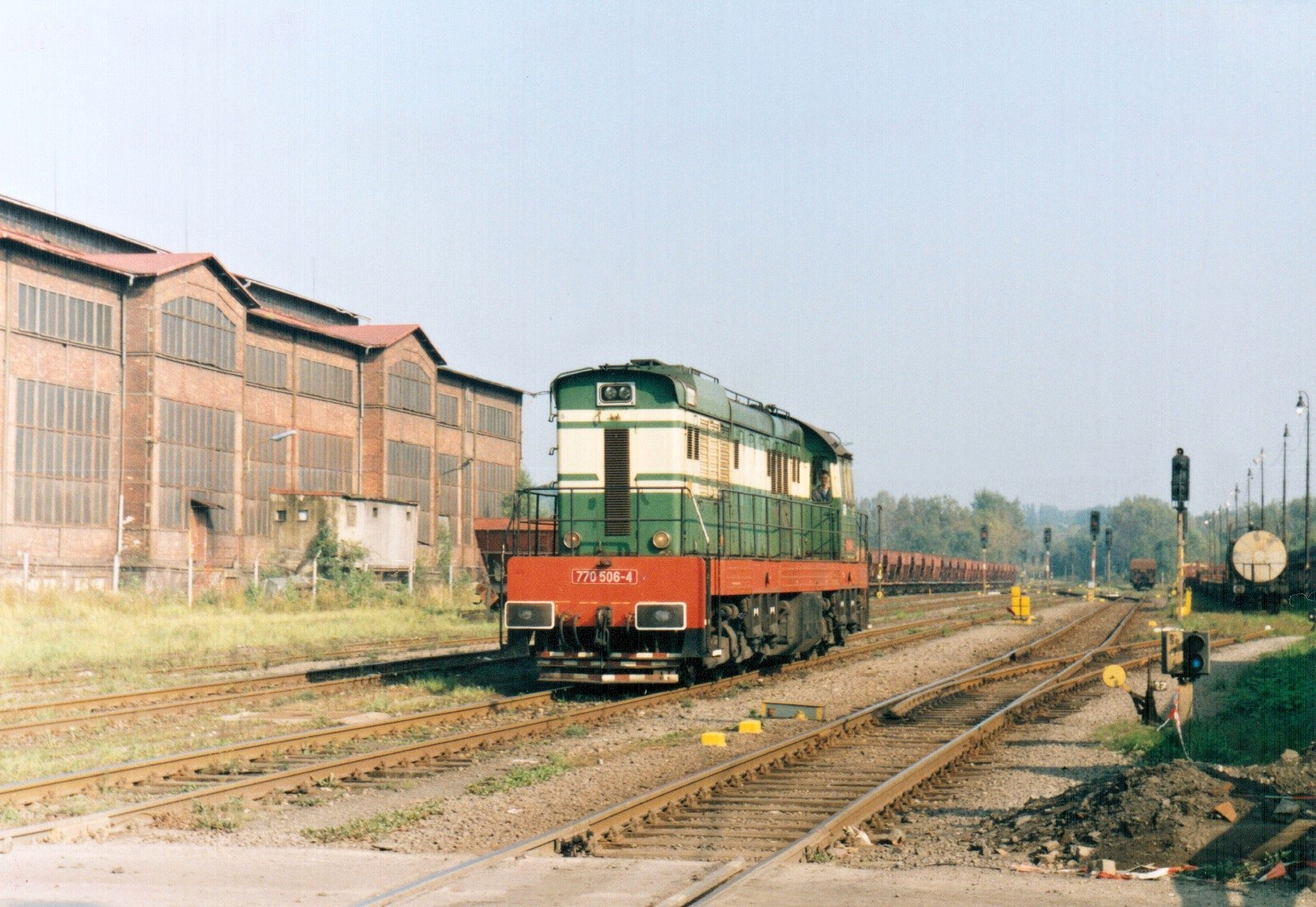
Lokomotiva ve stanici Zárubek, vlevo v pozadí dnes již zlikvidované budovy dolu Zárubek

Těžní jáma V měla v roce 1864 hloubku 161,2 m. V roce 1884 byla jáma Hermenegild hluboká 292 m. Protože procházela 4 – 6 m silnou vrstvou štěrku, byla vyzděna do hloubky 15,6 m tj. až do pevného karbonského pohoří. V roce 1897 byla hluboká 296 m, v roce 1928 dosáhla hloubky 552 m, její konečná hloubka byla 834,8 m.
Jáma vodní byla v roce 1884 hluboká 297 m a vyzděná do hloubky 12 m. V roce 1897 dosáhla konečné hloubky 332 m. Její částečná likvidace zasypáním do úrovně 2. patra probíhala v roce 1989 (červen – září).
Dobývaly se sloje porubských, jakloveckých a svrchních hrušovských vrstev ostravského souvrství. V roce 1856 bylo vytěženo 4 108 tun uhlí. Uhlí bylo těženo ve slojích průměrné mocnosti 40–240 cm, úklon 0 – 30 °, metodou piliřování se zakládkou nebo na zával, nebo stěnováním směrným a dovrchním postupem, z hloubky 995 m (R597716 ve sloji Thea v ohradníku jámy Zárubek v roce 1987). Na přelomu 80. a 90 let 20. století byly dotěžovány mohutné jaklovecké sloje v ohradníku dolu Zárubek. 14. dubna 1990 došlo při dobývání sloje Hugo k důlnímu požáru. Protože se jej nedařilo zlikvidovat, byl celý důl Zárubek uzavřen dne 15. dubna 1990. V období od 11. srpna 1992 až do 5. února 1993 byla těžní jáma likvidována zasypáním do úrovně 2. patra.

#### Třídírna
První třídírna byla postavena už v roce 1897. Vytěžené uhlí ve vozících z naráží těžní budovy putovalo řetězovým plným mostem k dvojčinnému výklopníku. Prázdné důlní vozíky putovaly prázdným mostem zpátky do jámové budovy. Vyklopené uhlí z natřásacích sít padalo na přebírací pás (výroba Vítkovické železárny), kde se ručně vybírala hlušina (jalovina). Takto vytříděné uhlí skluzem bylo sypáno do připravených vagónů. Kámen (hlušina, jalovina) byl vhazován pomocí skluzů do vozíků na kámen a odsunut na odval, pokud nebyl použit na základku v dole. Vytříděné drobné uhlí a uhlí menší kusovosti (zpod sít) putovalo na přebírací pás a do zásobníku. Proplástek nebo velké neprodejné kusy uhlí putovaly do drtiče s výkonem 60 t/h. Výkon třídírny byl 200 t/h.
Ke třídění mokrou cestou byl k dispozici Baumův systém.

### Údaje o dole Hermenegild / Zárubek
Údaje dle
| Název                        | Druh jámy                | Založení       | hloubka jámy [m] | těžba              | vytěženo                       | likvidace | dobývací pole [ha] | poznámka               |
| ---------------------------- | ------------------------ | -------------- | ---------------- | ------------------ | ------------------------------ | --------- | ------------------ | ---------------------- |
| Hermenegild / Zárubek těžní  | vrt/kutací/těžní, větrní | 1844/1845/1862 | 834,8            | 1862 – 15. 4. 1990 | roční těžba 322 – 531 tis. tun | 1998      | 261,7              | 13 pater a 1 podpatro, |
| Hermenegild / Zárubek větrní | větrní a vodní           | 1858           | 331,4            | 1862 – 15. 4. 1990 | roční těžba 322 – 531 tis. tun | 1997      | 261,7              | 13 pater a 1 podpatro, |
| větrní č. 13                 | vrt, větrní              | 1849/1861      | 56,9             |                    |                                | 1884      |                    | větrní pec             |

Důl Zárubek měl v roce 1914 celkem 5 jam (důl Vilém a důl Jakub) a po roce 1928 celkem 7 (důl Alexander).

### Ubytování
Pro ubytování havířů společnost SDCF postavila kolonii Zárubek (původně Hermenegild). Z 37 obytných domů bylo 8 úřednických s 27 byty a 29 dělnických domů se 138 byty. Kolonie patří mezi nejstarší v revíru, její vznik se datuje už do roku 1850. S likvidací kolonie se začalo v roce 1928, poslední domy byly zbořeny v období 1953–1957. Uvolněný terén byl zavezen haldovinou.
Poslední kolonií dolu Zárubek byla vzorová Jubilejní kolonie (1928), která měla nahradit demolovanou nejstarší obytnou zástavbu dolů Vilém a Hermenegild. Kolonii tvořilo 9 jednopatrových domů, dalších 20 domů bylo postaveno až v letech 1938–1941.